# Bitis albanica
Bitis albanica este o specie de șerpi din genul Bitis, familia Viperidae, descrisă de Hewitt 1937. Conform Catalogue of Life specia Bitis albanica nu are subspecii cunoscute.